# 斯洛博達-維亞濟夫卡
51°9′40″N 28°53′47″E / 51.16111°N 28.89639°E
斯洛博達-維亞濟夫卡（烏克蘭語：Слобода-В'язівка），是烏克蘭北部的村莊，隸屬日托米爾州的科羅斯滕區。該村面積0.34平方公里，海拔高度171米，2001年人口81，人口密度每平方公里241.07人。